# Peugeot 206
El Peugeot 206 es un automóvil del segmento B producido por el fabricante francés Peugeot desde septiembre de 1998. Equipado con motor delantero transversal y tracción delantera, se enfrentaba a modelos como el Citroën C3, el Fiat Punto, el Ford Fiesta, el Renault Clio, el Opel Corsa, el SEAT Ibiza, el Škoda Fabia y el Volkswagen Polo.
El 206 es el sucesor del Peugeot 205; este se continuó produciendo después de la introducción del 206. Peugeot decidió mantener en venta las versiones más accesibles del 206 en Europa Occidental y América Latina en paralelo con el Peugeot 207. En otros mercados el 207 no estaba a la venta, por lo cual el 206 se produjo hasta 2012, cuando el 208 sustituyó al 206 y el 207.
En Europa tuvo muy buena aceptación y se vendió muy bien. Hasta el año 2005 se vendieron 5 millones de unidades. Ningún otro modelo de Peugeot se ha vendido tanto en tan corto espacio de tiempo.
Desde 2008 se fabrica en América del Sur el Peugeot 207 Compact, mientras que en Europa se producía bajo el nombre de 206+.

## Versiones
El 206 se lanzó al mercado inicialmente con carrocerías hatchback de tres y cinco puertas. En 2001 se estrenó el "206 CC", un descapotable con techo plegable de metal. Más tarde se añadieron las carrocerías familiar de cinco puertas, denominada comercialmente "206 SW", y sedán de cuatro puertas.
En 2006, Dongfeng-Citroën (el comercial de Citroën en China) lanzó al mercado el Dongfeng-Citroën C2, basado en el chasis y la carrocería del Peugeot 206, con el frontal, trasera, y motor modificados.

### 206 GT

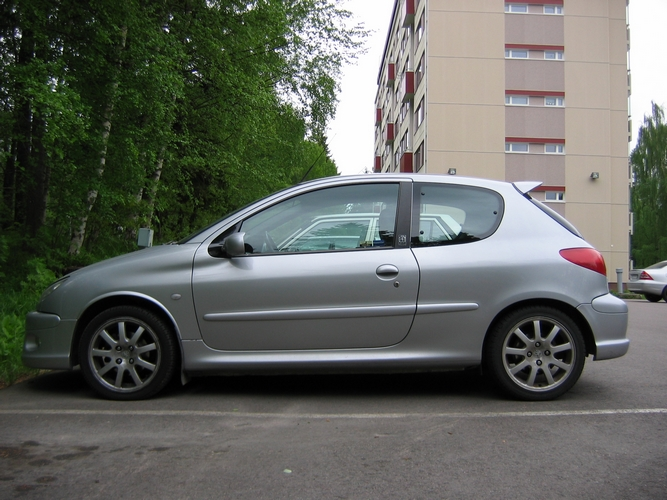
206 GT

El Peugeot 206 GT es una versión de serie limitada, de la cual se fabricaron solo 4000 unidades en 1999. Tenía unos paragolpes más prominentes, lo que hacía que el automóvil alcanzase los 4 metros, para así poder homologar el Peugeot 206 WRC del mundial de rallys, ya que las normas exigían un automóvil con ese mínimo de longitud, y un mínimo de 4000 unidades fabricadas.
El motor es el del Peugeot 206 GTI (con el que mantiene muchas similitudes), un 2.0 con 137 CV. Los cambios respecto a esta versión son:
- Una caja de cambios con unas relaciones algo más largas
- Unas ruedas con otras medidas, 195/45 R16
- Los paragolpes más prominentes para alcanzar los 4 metros de longitud
- Una placa identificativa en el exterior, con el número de automóvil (1-4000)
- La tapa del depósito

El equipamiento era bastante completo: incluía tapicería de piel y alcántara, equipo de música con cambiador de CD(CD Changer para 6 CD), Aire Acondicionado-climatizador,espejos térmicos, elevalunas eléctricos, ABS, Frenos a disco en las cuatro ruedas, cuatro airbags.

### 206 Quiksilver

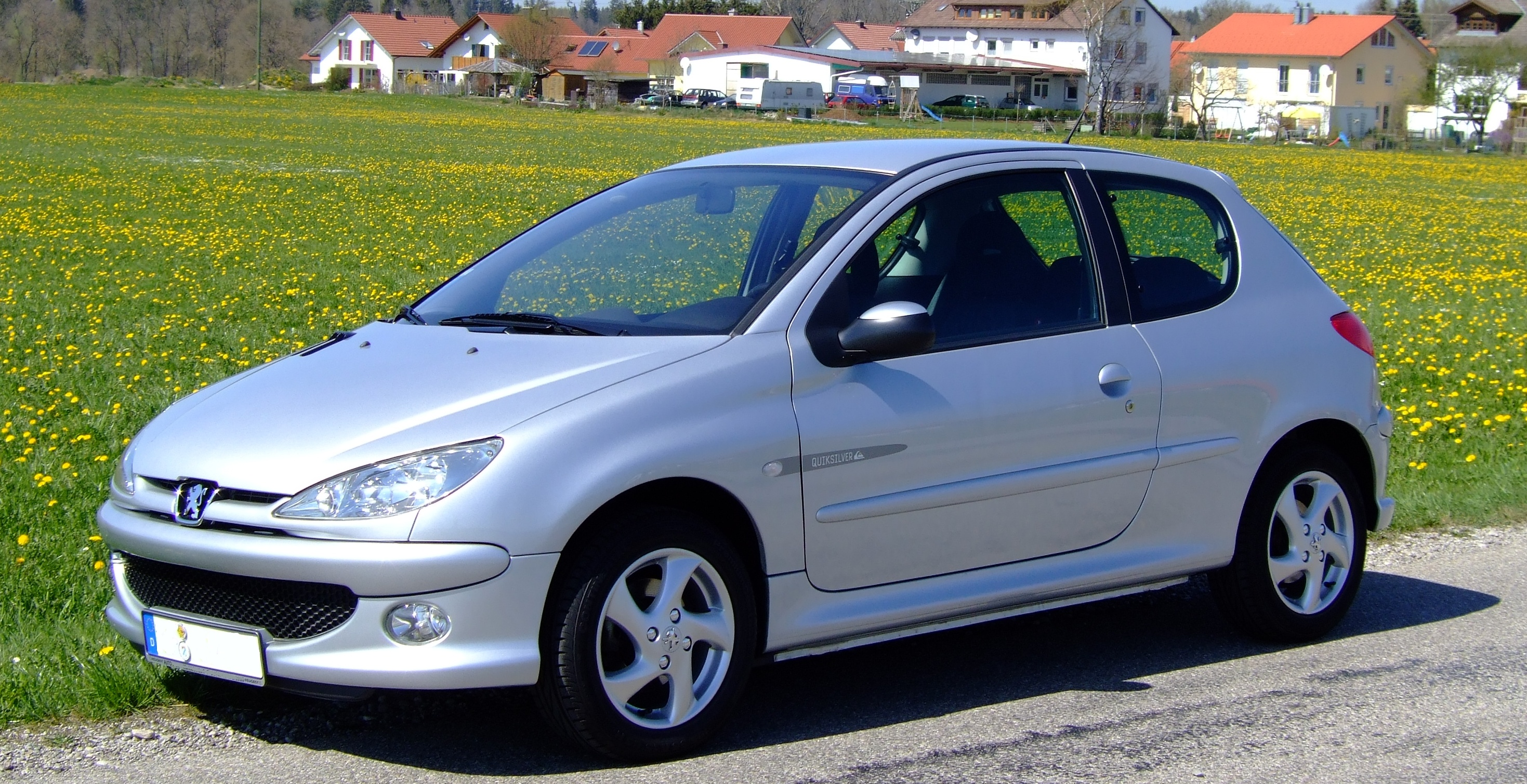
Quicksilver 90

El Peugeot 206 Quiksilver es la versión de gamma alta del 206, su fabricación fue limitada a solo 300.000 unidades que mayormente se distribuyeron en Sur America. La planta de Fabricación fue la de Palomar Argentina.

### 206 RC

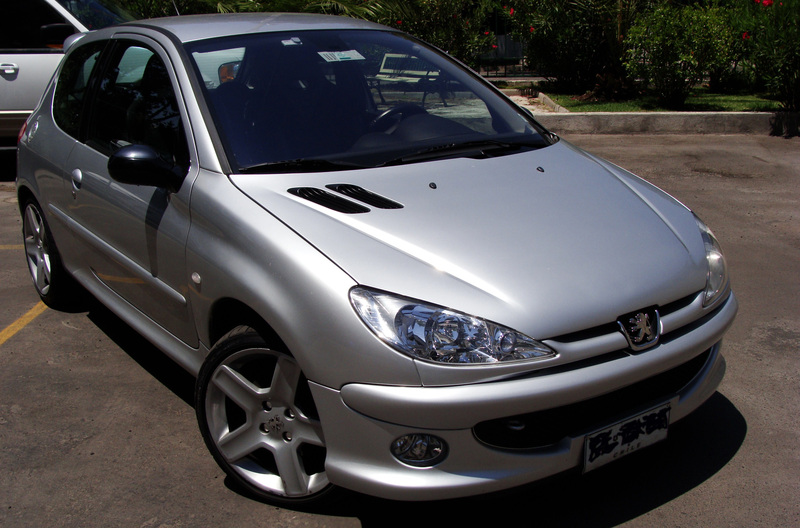
RC de 2003.

El Peugeot 206 RC es una versión deportiva fabricada desde 2003 hasta 2006, inspirada en el famoso 206 WRC de rallyes. 
En esta versión se realizaron muchas modificaciones en el motor, transmisión, suspensión y bastidor, permitiéndole un desempeño que lo ha hecho merecedor de muchos elogios por parte de la prensa especializada.[cita requerida]
Monta un motor 2.0 (1997 cc) de 16v de aspiración natural, en situación transversal delantera, denominado EW10J4S, que se puede considerar un sucesor del EW10J4 que monta el 206 GTI o 206 S16; perteneciente a la gama EW10 que equipan otros modelos de la marca. El motor eroga 177 CV a 7000 rpm, con un par máximo de 202 Nm a 4.750 rpm. Los cambios en el eje de levas y el sistema de distribución variable le permiten alcanzar un régimen alto (7300 rpm) y aumentar la relación de compresión a 11:1.
Las medidas del motor son las mismas que su predecesor (EW10J4), 85 mm de diámetro y 88 mm de carrera. Tiene un sistema de distribución variable en el árbol de levas de admisión que permite variación del ángulo según el régimen de hasta 40° en intervalos de 1º. Las válvulas forman un ángulo de 47° con dimensiones de 33,5 mm para las de admisión y 28,7 mm las de escape, con taqués hidráulicos.
Para la admisión, un resonador y un colector de aluminio de 4 tubos, uno para cada cilindro. Posee mariposa electrónica y encendido directo con una bobina para cada bujía. En la salida, el múltiple de escape de acero inoxidable posee una configuración 4-1. El control electrónico está a cargo de una ECU Magneti Marelli.
Probablemente una de las características responsables de su comportamiento ágil y agresivo es el bajo peso (1.100 kg) en comparación a sus similares del segmento, con una relación peso/potencia de solo 6,2 kg/HP. Acelera de 0-100 km/h en 7,4 s según el fabricante, medición que varía algunas décimas según las diferentes pruebas en pista. Posee una caja mecánica de 5 velocidades, de desarrollos ligeramente cortos, permitiendo que a igual velocidad el motor gire más rápido que en otros vehículos.
La suspensión delantera posee barra estabilizadora y muelles más duros. La suspensión trasera posee barras de torsión y barra estabilizadora, con unos brazos de refuerzo que aumentan la rigidez ante mayores solicitudes transversales.
Posee 4 frenos de disco, delanteros ventilados (283 mm) y traseros sólidos (247 x 8 mm), con calipers de un pistón. De serie equipa 4 llantas de 17” con neumáticos 205/40 R17. La dirección es hidráulica con asistencia variable según el régimen del motor, llegando al mínimo a partir de las 3.800 rpm.
Tiene un control de estabilidad (ESP) Teves MK60 desconectable, que integra también el control de tracción (ambos se desconectan juntos). Este elemento de seguridad activa marca un punto realmente distintivo en este vehículo, que se hace notoriamente presente en una conducción exigente en ciudad y en asfalto mojado. Posee sistema ABS y 8 airbags: frontales, de cabecera, de cortina y laterales en los asientos. Estos últimos constituyen otro punto destacado, son muy adecuados al vehículo y otorgan una sujeción lateral que se nota al realizar giros cerrados.

#### Mediciones

206 cc
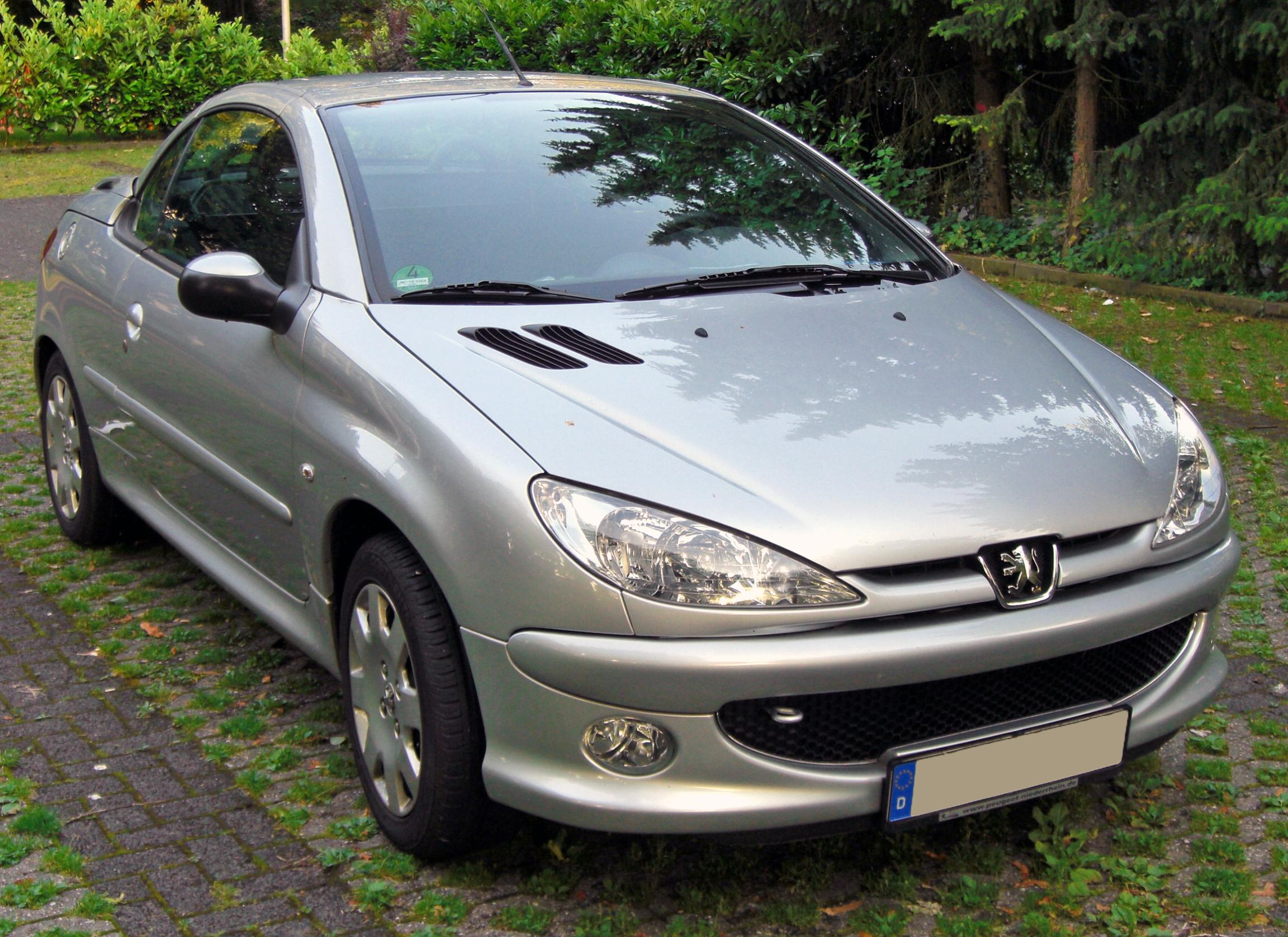
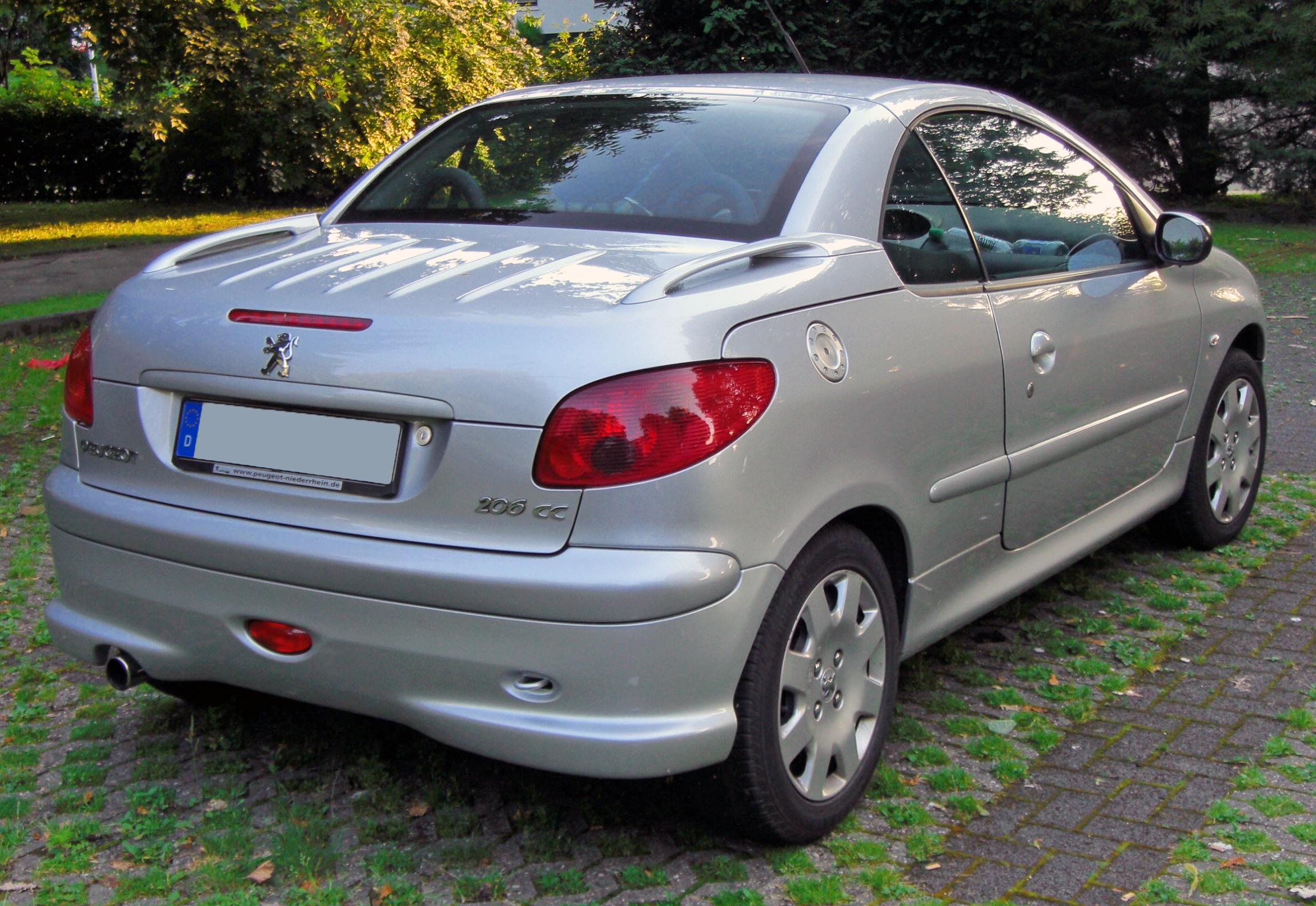
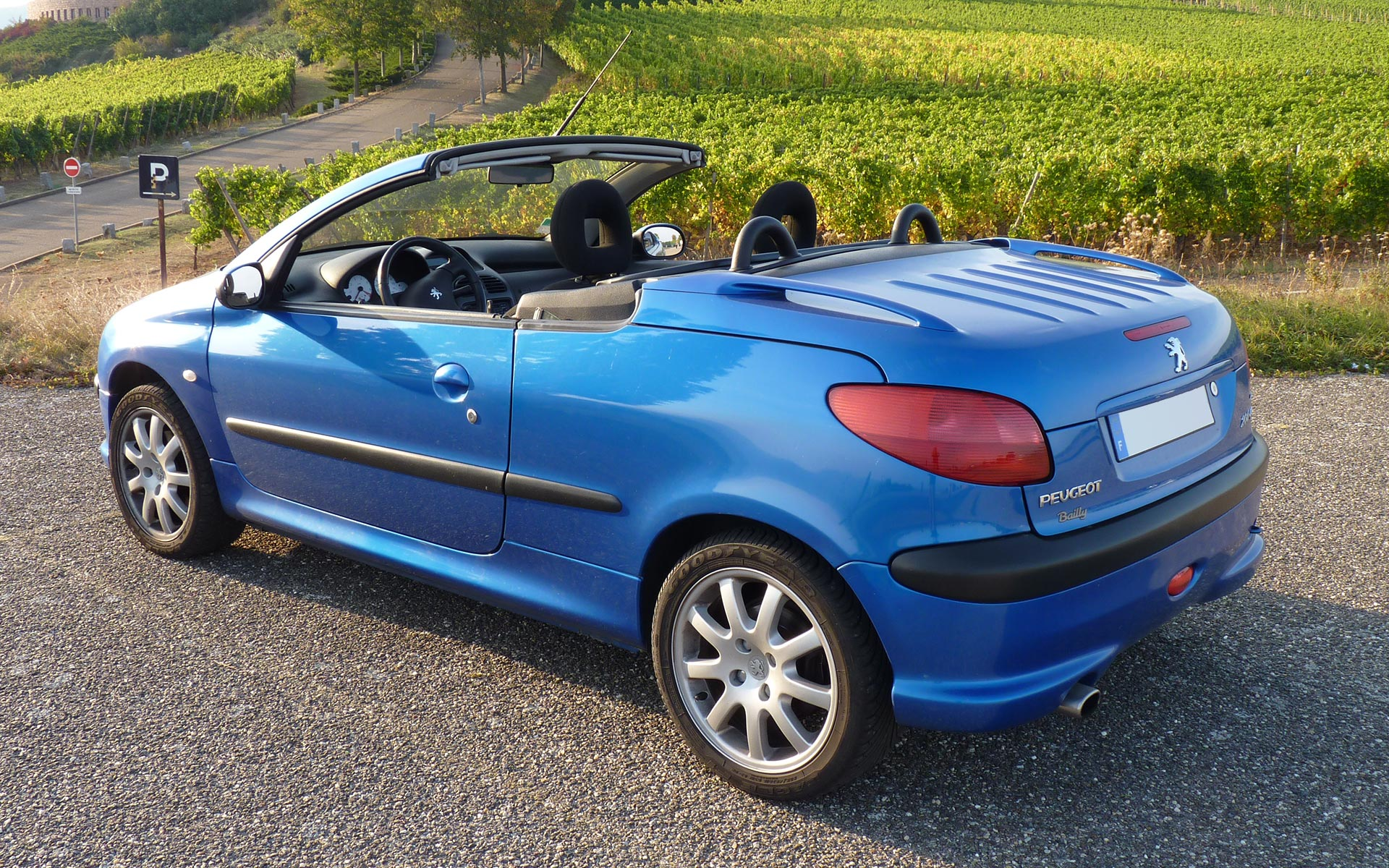

206 SW
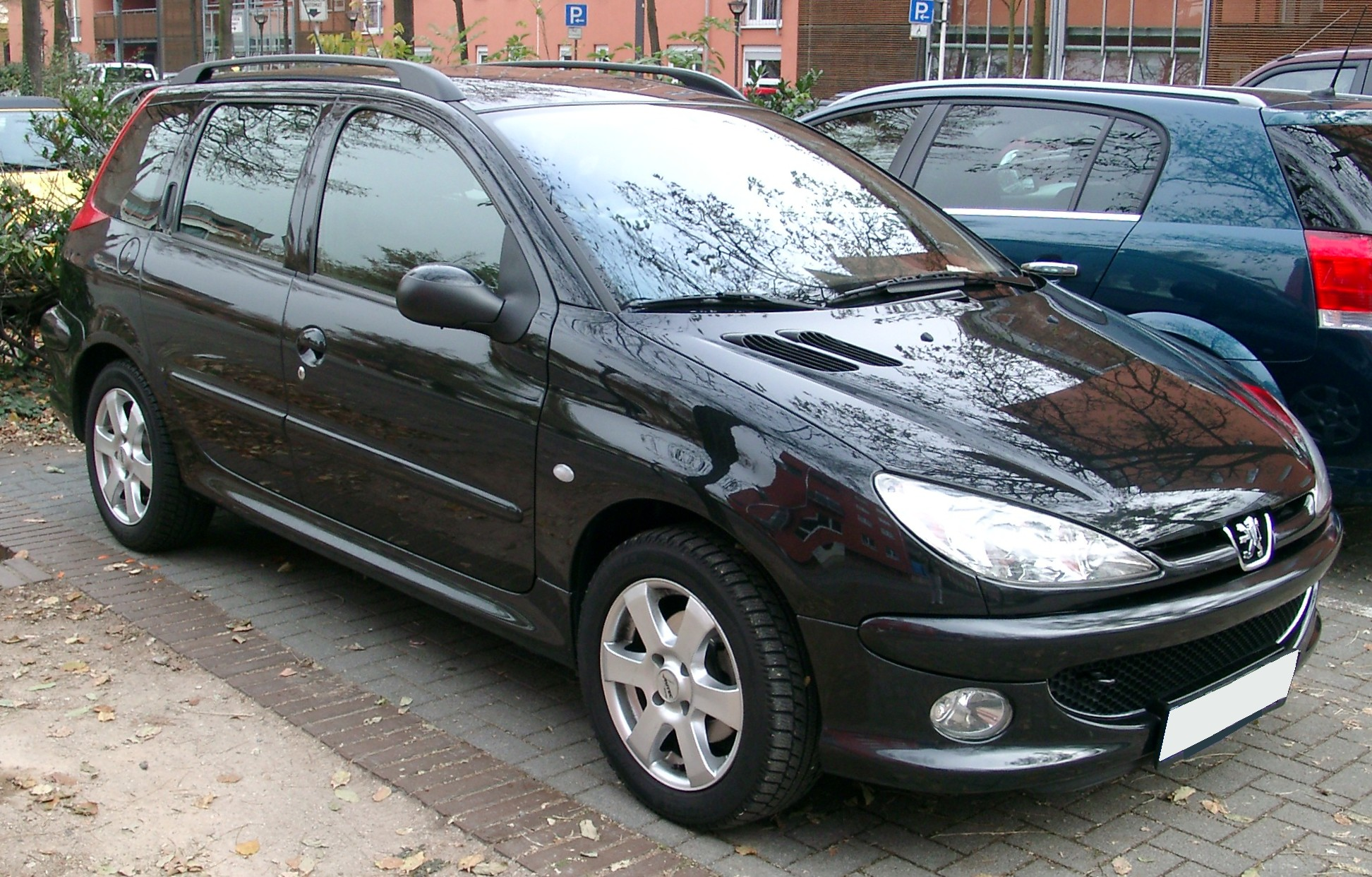
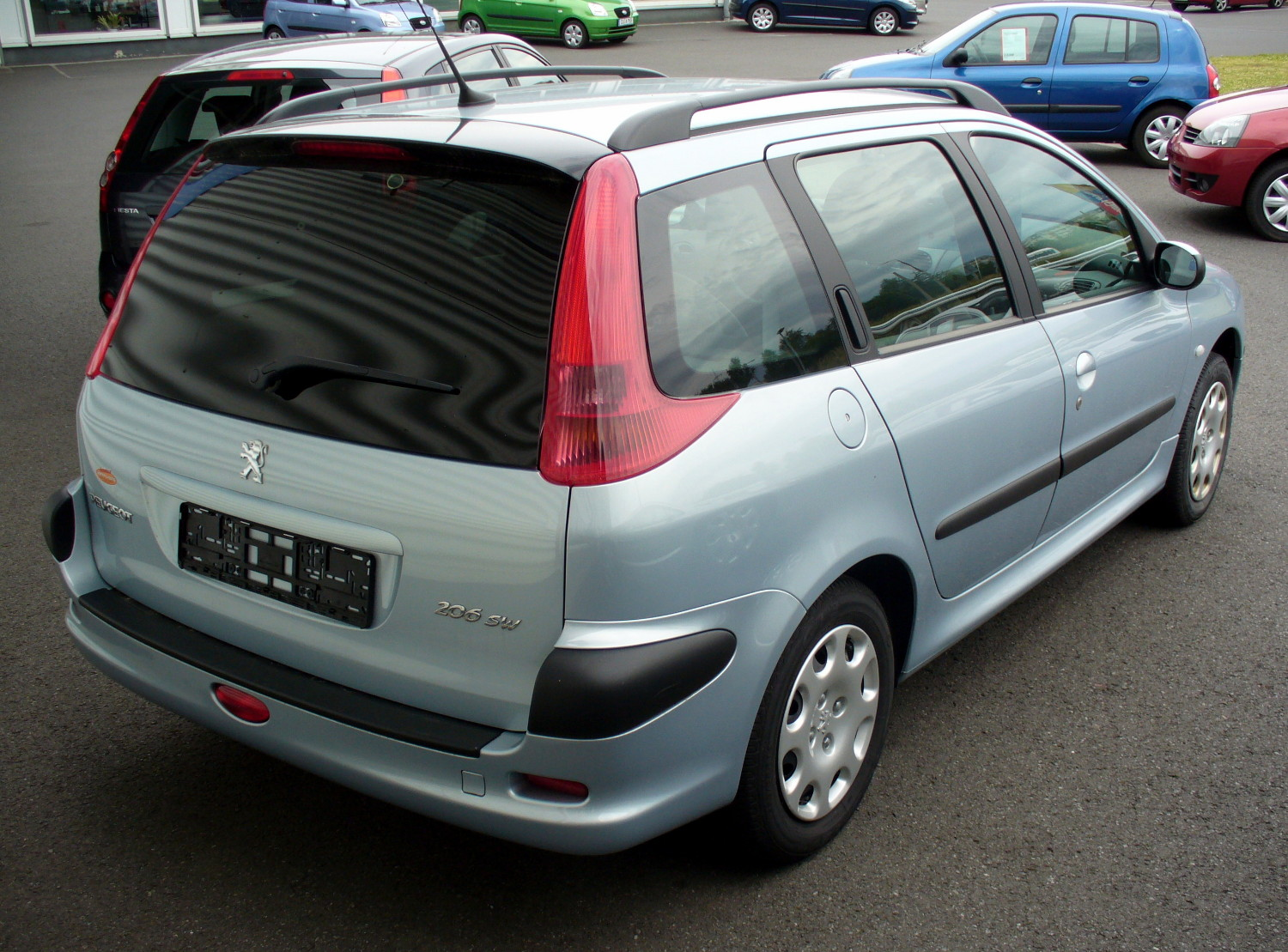

206 SD (Sedán)
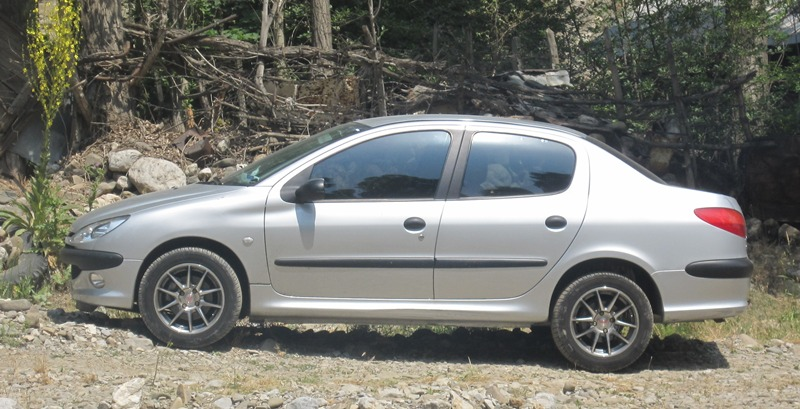
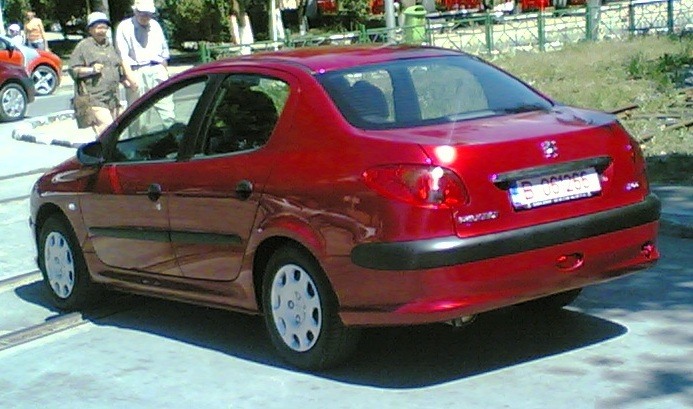

Capacidad de frenado
| 100-0 km/h | en 38,2 m  |  |
| 130-0 km/h | en 68 m    |  |
| 160-0 km/h | en 104 m   |  |
| 200-0 km/h | en 146,7 m |  |

Circuitos
| Balocco          | 3’08’’40 (112,1 km/h) |  |
| Hockenheim short | 1’20’’20 (116,9 km/h) |  |
| Vairano          | 1’26’’24 (150,3 km/h) |  |

- 206 cc

- 206 SW

- 206 SD (Sedán)

### 206+ o 207 Compact

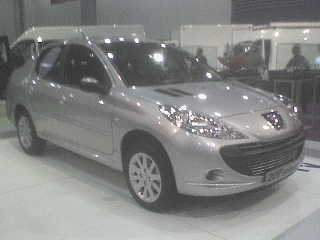
Peugeot 207 sedán en el SIAM 2008.

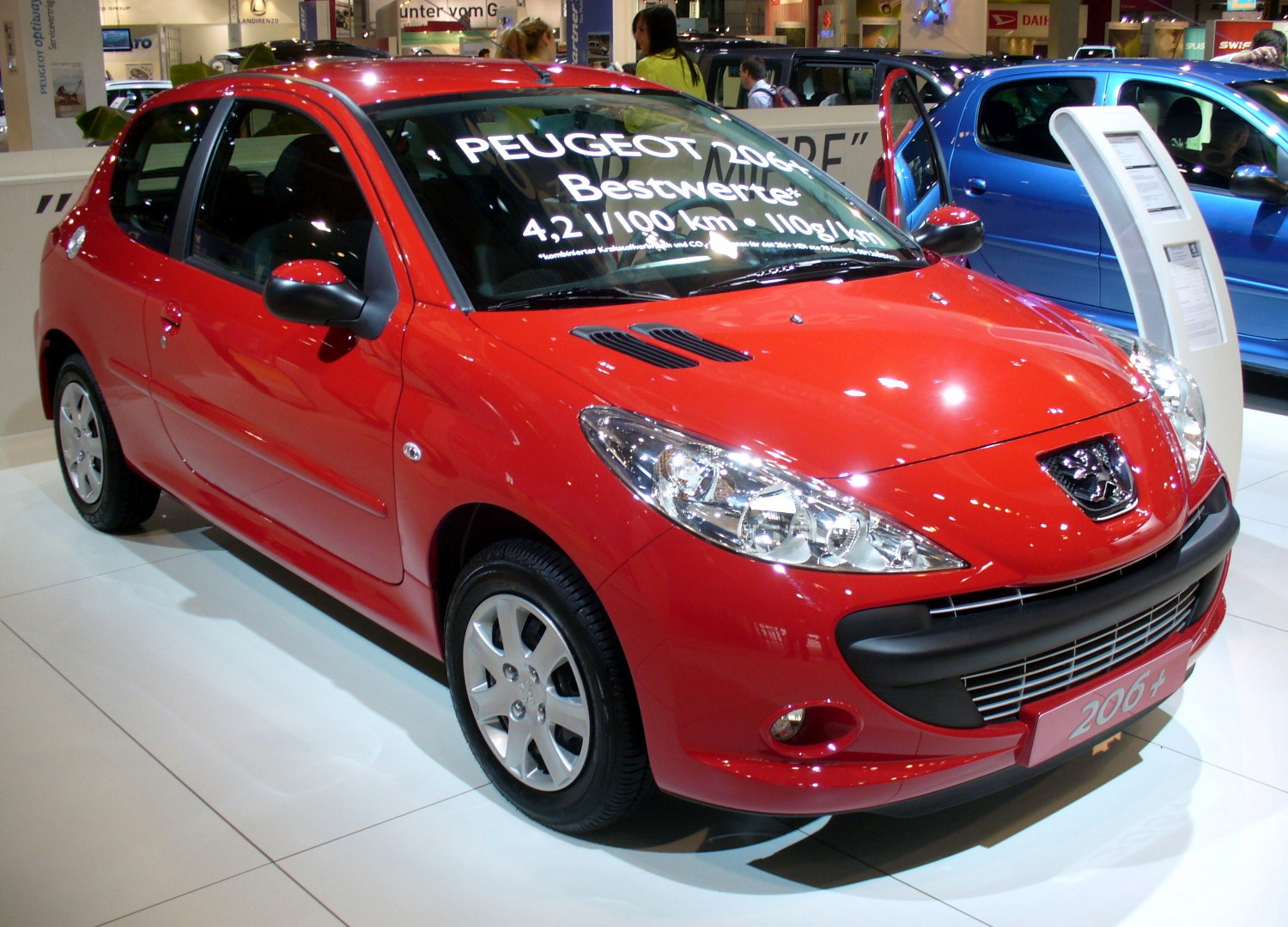
Peugeot 206+ en Europa o 207 Compact en Latinoamérica.

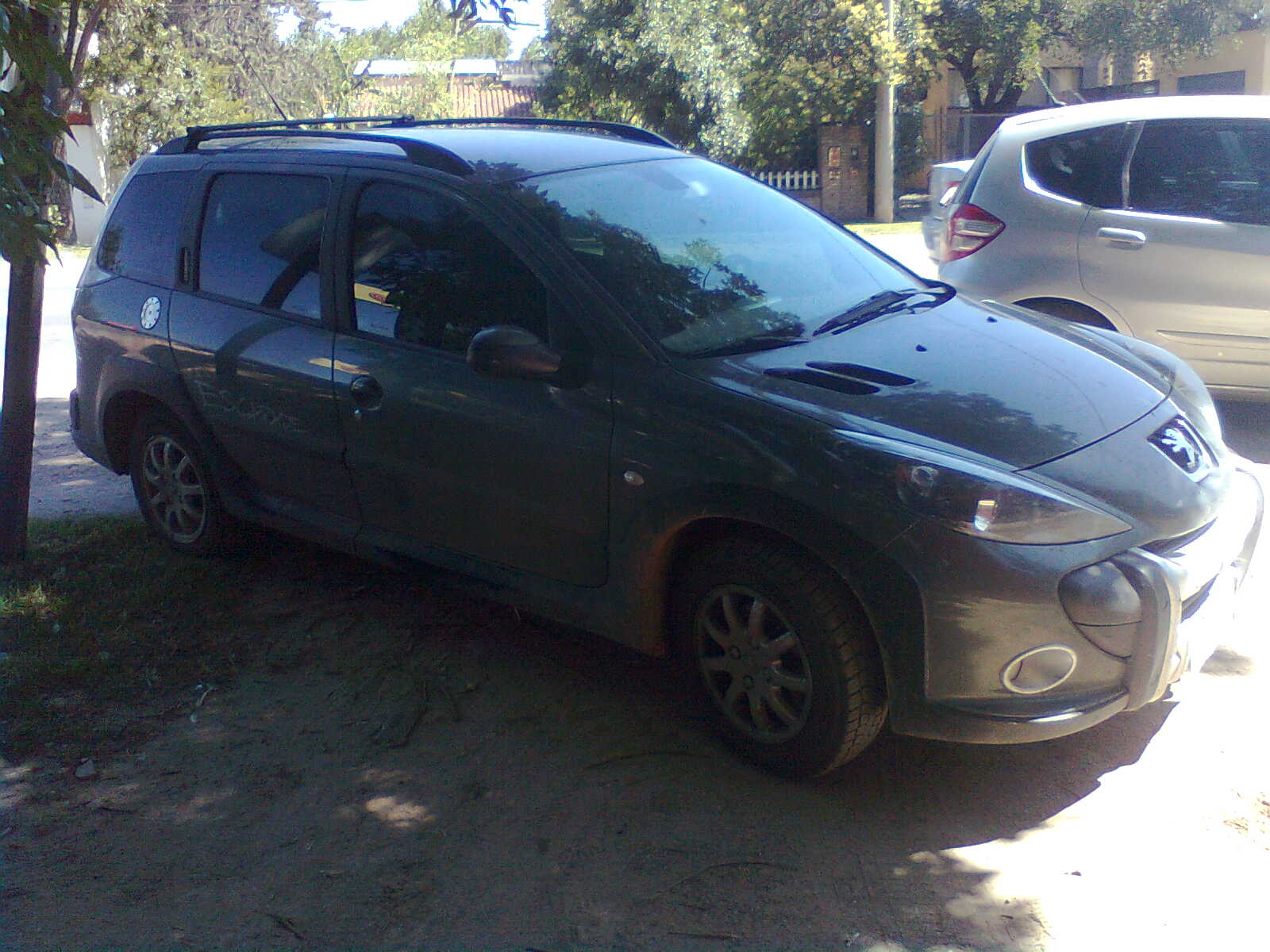
Peugeot 207 Escapade Mercosur -versión "aventurera"-

A pesar de recibir una numeración idéntica al 207 francés, el Peugeot 207 Compact (o simplemente Peugeot 207 en Brasil) es en realidad un rediseño del Peugeot 206 con un diseño frontal muy similar al 207 francés, contando también con un tablero e interiores rediseñados inspirados en los del Peugeot 207. Este modelo se produce como hatchback y sedán de cuatro puertas (este únicamente fabricado en Brasil), con una gama de motores idéntica a la que tenía anteriormente el 206.
En Europa el 207 Compact se está fabricando desde principios de 2009, y se ofrece como un coche de bajo coste por debajo del 207 y por encima del 107. Este modelo en Europa se vende con el nombre de 206+.
En buena parte de América Latina, el 207 Compact se comercializa junto al 206 e incluso junto al 207 francés (como en Argentina, Uruguay, Chile, Paraguay). De esta manera, el 206 compite con modelos como el Renault Clio II, Chevrolet Corsa, Chevrolet Celta, Fiat Uno, Ford Ka y Volkswagen Gol II; el 207 Compact se enfrenta a los Corsa C, Gol III, Fiat Palio, Ford Fiesta, Volkswagen Fox y Volkswagen Suran/SpaceFox/SportVan; y finalmente el 207 francés rivaliza con los C3, Clio III, VW Polo, Punto, Corsa, Yaris y Ford Fiesta.
La Peugeot Hoggar es una variante pickup del 207 Compact, que se fabricó en Brasil desde 2010 hasta 2014, como rival de la Chevrolet Montana, la Fiat Strada y la Volkswagen Saveiro.

### 206 CC
Se lanzó a partir del año 2000 en una versión 'coupé-cabriolet', el 206 CC.

## Motorizaciones
| Periodo                        | 1998-2012             | 1998-2012                                         | 2003-2006             | 1998-2001                                         | 2001-2007                                         | 1999-2001             | 2001-2007              | 2003-2006              |
| Identificación del motor       | TU1 JP (HFX)          | TU3 JP (KFX, KFW)                                 | ET3 J4 (KFU)          | TU5 JP (NFZ)                                      | TU5 JP4 (NFU)                                     | EW10 J4 (RFR)         | EW10 J4 (RFN)          | EW10 J4S (RFK)         |
| Tipo de motor                  | L4 8v                 | L4 8v                                             | L4 16v                | L4 8v                                             | L4 16v                                            | L4 16v                | L4 16v                 | L4 16v                 |
| Diámetro x carrera             | 72.0 mm × 69.0 mm     | 75.0 mm × 77.0 mm                                 | 75.0 mm × 77.0 mm     | 78.5 mm × 82.0 mm                                 | 78.5 mm × 82.0 mm                                 | 85.0 mm × 88.0 mm     | 85.0 mm × 88.0 mm      | 85.0 mm × 88.0 mm      |
| Cilindrada                     | 1124 cm³              | 1361 cm³                                          | 1361 cm³              | 1587 cm³                                          | 1587 cm³                                          | 1997 cm³              | 1997 cm³               | 1997 cm³               |
| Relación de compresión         | 9.7: 1                | 10.2: 1                                           | 10.2: 1               | 9.7: 1                                            | 10.8: 1                                           | 10.8: 1               | 10.8: 1                | 11.0: 1                |
| Potencia máxima: CV (kW) @ rpm | 60 CV (44 kW) @ 5500  | 75 CV (55 kW) @ 5500                              | 88 CV (65 kW) @ 5250  | 88 CV (88 kW) @ 5600                              | 109 CV (80 kW) @ 5750                             | 135 CV (99 kW) @ 6000 | 136 CV (100 kW) @ 6000 | 177 CV (130 kW) @ 7000 |
| Par máximo: Nm @ rpm           | 94 Nm @ 2700          | 120 Nm @ 2800                                     | 133 Nm @ 3250         | 135 Nm @ 3000                                     | 147 Nm @ 4000                                     | 190 Nm @ 4100         | 190 Nm @ 4100          | 202 Nm @ 4750          |
| Tracción                       | Delantera             | Delantera                                         | Delantera             | Delantera                                         | Delantera                                         | Delantera             | Delantera              | Delantera              |
| Transmisión                    | Manual, 5 velocidades | Manual, 5 velocidades / Automática, 4 velocidades | Manual, 5 velocidades | Manual, 5 velocidades / Automática, 4 velocidades | Manual, 5 velocidades / Automática, 4 velocidades | Manual, 5 velocidades | Manual, 5 velocidades  | Manual, 5 velocidades  |
| Peso                           | 960 kg                | 970 kg                                            | 963 kg                | 1025 kg                                           | 1027 kg                                           | 1084 kg               | 1125 kg                | 1159 kg                |
| Aceleración (0-100 km/h)       | 15.2 s                | 13.8 s                                            | 10.9 s                | 11.7 s                                            | 10.5 s                                            | 8.4 s                 | 8.4 s                  | 7.4 s                  |
| Velocidad máxima               | 158 km/h              | 170 km/h                                          | 178 km/h              | 185 km/h                                          | 190 km/h                                          | 209 km/h              | 209 km/h               | 225 km/h               |
| Consumo combinado (L/100 km)   | 6.2                   | 6.3                                               | 6.5                   | 7.0                                               | 6.4                                               | 7.9                   | 7.7                    | 8.6                    |

| Periodo                        | 2001-2006                                    | 2004-2006                                                  | 1998-2001             | 1999-2006                                    |
| Identificación del motor       | DV4 TD (8HX/HZ)                              | DV6 TED4 (9HZ/HY)                                          | DW8 (WJY/WJZ)         | DW10 TD (RHY)                                |
| Tipo de motor                  | L4 8v, inyección directa, common-rail, turbo | L4 16v, inyección directa, common-rail, turbo, intercooler | L4 8v                 | L4 8v, inyección directa, common-rail, turbo |
| Diámetro x carrera             | 73.7 mm × 82.0 mm                            | 75.0 mm × 88.3 mm                                          | 82.2 mm × 88.0 mm     | 85.0 mm × 88.0 mm                            |
| Cilindrada                     | 1399 cm³                                     | 1560 cm³                                                   | 1868 cm³              | 1997 cm³                                     |
| Relación de compresión         | 17.9: 1                                      | 17.6: 1                                                    | 23.0: 1               | 18.0: 1                                      |
| Potencia máxima: CV (kW) @ rpm | 68 CV (50 kW) @ 4000                         | 109 CV (80 kW) @ 4000                                      | 70 CV (51 kW) @ 4600  | 90 CV (66 kW) @ 4000                         |
| Par máximo: Nm @ rpm           | 160 Nm @ 2000                                | 260 Nm @ 1750                                              | 125 Nm @ 2500         | 205 Nm @ 1750                                |
| Tracción                       | Delantera                                    | Delantera                                                  | Delantera             | Delantera                                    |
| Transmisión                    | Manual, 5 velocidades                        | Manual, 5 velocidades                                      | Manual, 5 velocidades | Manual, 5 velocidades                        |
| Peso                           | 1065 kg                                      | 1055 kg                                                    | 1030 kg               | 1070 kg                                      |
| Aceleración 0–100 km/h         | 13.1 s                                       | 11.1 s                                                     | 17.1 s                | 12.8 s                                       |
| Velocidad máxima               | 168 km/h                                     | 186 km/h                                                   | 161 km/h              | 179 km/h                                     |
| Consumo combinado (L/100 km/h) | 4.4                                          | 4.8                                                        | 5.8                   | 5.0                                          |

## Competición

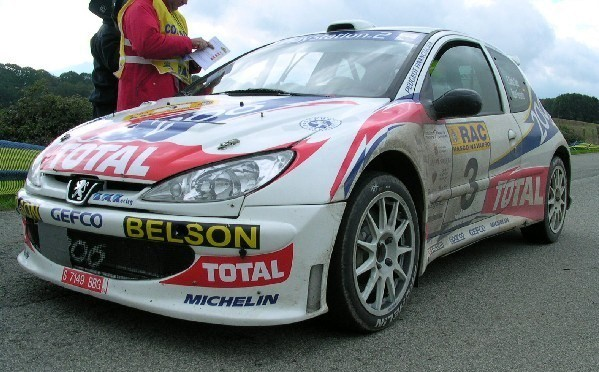
Peugeot 206 S1600.

El Peugeot 206 cuenta con varias versiones homologadas para competir en rally. La más importante, en la categoría World Rally Car, bajo el nombre de Peugeot 206 WRC fue estrenado en el Campeonato Mundial de Rally en 1999 y con el que Marcus Grönholm fue campeón del mundo en 2000 y 2002 mientras que Peugeot logró los títulos de constructores en los años 2000, 2001 y 2002. 
En la categoría Super 1600 el Peugeot 206 S1600 fue ampliamente utilizado en el mundial júnior así como en diversos campeonatos nacionales y regionales.[cita requerida]